# نورت گروزونور دیل (کنتیکت)
نورت گروزونور دیل (به انگلیسی: North Grosvenor Dale) یک منطقهٔ مسکونی در ایالات متحده آمریکا است که در کنتیکت واقع شده‌است.